# Cape Argus

Cape Argus est un quotidien national d'Afrique du Sud de langue anglaise, publié au Cap et diffusé à 73 000 exemplaires. Fondé en 1857, il est aujourd'hui propriété du groupe de presse Independent News & Media.
Journal du soir, il est le quotidien le plus lu de la région du Cap-Occidental. Journal familial, il est principalement centré sur les faits divers, les informations locales et pratiques ainsi que sur les communautés. Il contient également des articles sur l'actualité internationale et les évènements sportifs. 
Surnommé "The Argie" et vendu principalement par les marchands ambulants du Cap à chaque coin de rue, son lectorat est majoritairement issu de la communauté des Coloureds, plus particulièrement des métis du Cap, majoritaires dans la province du Cap-Occidental.  
Le dimanche, Le Cape Argus est publié sous le titre Week-end Argus à plus de 100 000 exemplaires, touchant alors une audience totale de 518 000 personnes.